# Калининаул (Ногайский район)
Калининаул (ног. Таьтли-Булак) — село в Ногайском районе Дагестана. Входит в Арсланбековский сельсовет.

## Географическое положение
Село расположено на севере Дагестана на дороге Терекле-Мектеб — Кизляр, к востоку от райцентра (селения Терекли-Мектеб), к югу от Ленинаула.

## Население
| 1970 | 1989 | 2002 | 2010 | 2021 |
| ---- | ---- | ---- | ---- | ---- |
| 493  | ↘489 | ↘476 | ↗535 | ↘496 |